# Journée mondiale de la marionnette
La Journée mondiale de la marionnette est une journée internationale ayant pour but de promouvoir les arts de la marionnette.

## Objectifs
Créée en 2003 par l'Union internationale de la marionnette (UNIMA), cette journée a pour objectifs :
- le maintien et la sauvegarde des traditions et, parallèlement, le renouvellement de l’art de la marionnette ;
- l’utilisation de la marionnette comme moyen d’éducation éthique et esthétique ;
- la participation aux travaux des organisations internationales qui ont des buts similaires.

## Message international
Chaque année, à l'occasion de cette journée, l’UNIMA propose à un  grand artiste pluridisciplinaire de rédiger un message afin de populariser internationalement l’image de la marionnette en s’appuyant sur les actions de l'association auprès de tous les publics.
Traduit dans les trois langues officielles de l'association (français,  anglais et espagnol), le message est destiné à être lu, publié et diffusé le plus largement possible.
Liste des artistes :
- 2018 : Werewere-Liking Gnepo
- 2017 : Nancy Lohman Staub
- 2016 : Henryk Jurkowski (réutilisation du message de 2011[2])
- 2015 : Behrooz Gharibpour
- 2014 : Eduardo Di Mauro
- 2013 : Roberto De Simóne
- 2012 : Joan Baixas
- 2011 : Henryk Jurkowski
- 2010 : Robert Lepage
- 2009 : Petr Matásek
- 2008 : Jean-Pierre Guingané
- 2007 : Sennosuke Takeda
- 2006 : Michael Meschke
- 2005 : Dario Fo
- 2004 : Sirppa Sivori-Asp
- 2003 : Dr Kapila Vatsayayan